# Viola guangzhouensis
Viola guangzhouensis är en violväxtart som beskrevs av A.Q.Dong, J.S.Zhou och F.W.Xing. Viola guangzhouensis ingår i släktet violer, och familjen violväxter. Inga underarter finns listade i Catalogue of Life.